# Khavaly
La rivière Khavaly (russe : Хавалы) est un affluent de la rivière Mokry Tchaltyr (affluent du Mertvy Donets, un bras de l’estuaire du Don situé sur sa rive gauche dans le sud de la Russie d’Europe. D’une longueur de 22,5 km elle a un dénivelé de 92 m.

## Géographie
La rivière prend sa source sur au nord-ouest du village Bolchie Saly dans le raïon Miasnikovski de l’oblast de Rostov et coule en direction du sud-ouest. La rivière traverse les villages Soultan-Saly, Krym et Tchaltyr où elle se jette dans la rivière Mokry Tchaltyr.